# Principe di Léon
La Signoria di Léon, in seguito Principato di Léon era un ex feudo bretone situata nella provincia di Léon, nel nord-ovest della Bretagna, che corrisponde all'incirca al "dipartimento" francese Finistère. Questa signoria fu creata dopo che la Viscontea di Léon fu divisa in viscontea e signoria alla fine del XII secolo. La signoria di Léon era un grande feudo costituito da una sessantina di parrocchie e trèves. Le proprietà della signoria si trovavano intorno alla valle del fiume Élorn, alla città di Landerneau e al castello di La Roche-Maurice. La signoria inizialmente era detenuta da un ramo minore dei Visconti di Léon, fondato da Harvey I. Dopo che Harvey VIII morì senza discendenza diretta, il feudo fu ereditato dal Casato di Rohan. A metà del XVI secolo il feudo divenne noto come "Principato di Léon". Landerneau, Landivisiau, Daoulas, Coat-Méal, Penzé e La Roche-Maurice erano le sedi delle giurisdizioni di questo enorme signoria bretone.
L'attuale detentore del titolo di Principe di Léon, insieme che con quello di Pari di Francia, Duca di Rohan, Conte di Phoroët, Visconte di Rohan, Visconte di Léon, è Josselin de Rohan.

## Storia
Nel XII secolo, i Visconti di Léon si ribellarono contro Enrico II d'Inghilterra per sfuggire al dominio di Plantageneti nel Ducato di Bretagna. Nel 1179, dopo la morte di Guihomar IV, che si era sottomesso al potere ducale non molto tempo prima, Enrico II d'Inghilterra confiscò le proprietà dei Léon. In seguito alla confisca di Morlaix da parte del duca Geoffrey Plantageneto, i due figli di Guihomar IV, Guihomar V et Harvey, recuperarono la loro eredità. Guihomar V ottenne le castellanie di Lesneven, Brest, Saint-Renan e Le Conquet nonché il titolo di Visconte. Harvey ottenne i possedimenti di Landerneau e Daoudour, nonché la signoria di Coat-Méal. Essendo un juveigneur, cioè un figlio più giovane dotato di una tenuta, Hervé dovette accontentarsi del titolo di Signore di Léon e fondò il ramo minore della Casa di Léon, che è riuscito a mantenere il suo feudo di La Roche-Maurice per 8 generazioni (da Harvey I a Harvey VIII) .

## Signori di Léon

### Casa di Léon

Stemma della Casa di Léon

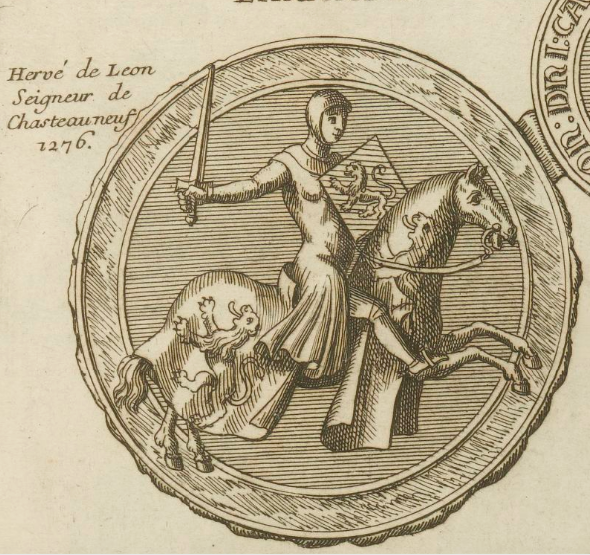
Sigillo di Harvey IV, signore di Léon

- Harvey I: figlio minore di Guihomar IV, visconte di Léon e di sua moglie Nobilis, morì nel luglio 1203.
- Harvey II: figlio del precedente, sposò Anne di Hennebont. Morì nel 1218.
- Harvey III: figlio del precedente, sposò Margaret di Châteauneuf (figlia minore di Hugues IV de Châteauneuf, signore di Châteauneuf-en-Thymerais e Senonches, ed Eleonora di Dreux). È morto nel c. 1241.[1]
- Harvey IV: figlio del precedente, sposò nel c. 1260 Matilde di Poissy, signora di Noyon-sur-Andelle, Radepont, Hacqueville, Acquigny, morì nel c. 1290 e fu sepolto nella Abbazia di Fontaine-Guérard.[2] Nel settembre 1281 scambiò tutta la sua tenuta a Châteauneuf e Senonches con il re Filippo III l'Audace. Questa parte dell'eredità passò a Luigi di Valois, conte di Chartres, che aveva ottenuto la tenuta di Châteauneuf-en-Thymerais. Quando il re Filippo VI morì senza figli nel 1329, diede a suo fratello Carlo II di Valois, conte di Alençon e Perche, una parte dell'eredità del loro fratello, e gli diede in una carta datata maggio 1335 le terre di Châteauneuf-en-Thimerais, Senonches e Champrond tra le altre.
- Harvey V: figlio del precedente, è morì nel 1304
- Harvey VI: figlio del precedente, morì nel 1337, sposò Giovanna di Montmorency.
- Harvey VII: figlio del precedente, morì nel 1344, sposò Margherita d'Avaugour; fu anche signore di Noyon-sur-Andelle.
- Harvey VIII: figlio del precedente, nacque nel 1341, morì nel 1363. Il suo certificato di nascita è stato conservato: "Nell'anno 1341 del Signore, la domenica dopo il trasferimento di San Martino, durante la notte, circa due ore prima dell'alba, nacque a La Roche-Morice, Harvey di Léon da genitori appartenenti alla più alta nobiltà. Suo padre era Milord Harvey di Léon e sua madre era Milady Margaret di Avaugour (...) ".

Durante la Guerra di successione bretone iniziata nel 1341, i Signori di Léon appoggiarono Carlo di Blois in parte a causa dei loro legami con la Casa di Avaugour. Harvey VII di Léon fu catturato dagli inglesi nel 1342 e trascorse due anni imprigionato nella Torre di Londra. Morì nel 1344 subito dopo essere stato rilasciato. Il feudo di La Roche-Maurice fu ereditato da suo figlio Harvey VIII di Léon, all'età di 3 anni. Una nota nella Bibbia dei Signori di Léon indica che Harvey VIII nacque a La Roche-Maurice nel 1341. Durante la guerra della successione bretone, la situazione diventatò instabile. L'ultimo Signore di Léon morì senza discendenza diretta nel 1363. Il feudo fu ereditato da Giovanni I di Rohan attraverso il suo matrimonio con Giovanna di Léon, sorella di Harvey VIII.
Nel 1363, Harvey VIII morì senza discendenti diretti: la Signoria di Léon fu ereditata da sua sorella Giovanna, moglie di Giovanni I di Rohan. La Signoria divenne parte delle proprietà detenute dal Casato di Rohan. Da quel momento fino al 1517, i figli maggiori dei Rohan vivevano nel castello di La Roche-Maurice e si autoproclamano Signori di Léon prima di diventare Visconti di Rohan.

### Casato di Rohan
- Edward, figlio di Giovanni I di Rohan, è morto senza problemi;
- Alan IX, nipote del precedente, figlio di Alan VIII, nipote di Giovanni I di Rohan, morì nel 1462;
- Giovanni I, figlio del precedente, morì nel 1517;
- James, figlio del precedente, morì nel 1527;
- Anne, sorella del precedente, morì nel 1529;
- René I, figlio del precedente, morto nel 1552, si autoproclamò "Principe di Léon" verso il 1530.

## Principi di Léon
I Visconti di Rohan, in seguito Duchi di Rohan, si designarono Principi di Léon all'inizio del XVI secolo, facendo in modo che la Signoria divenisse Principato di Léon.

Stemma del Casato di Rohan

Stemma del Casato di Rohan-Chabot

- René I di Rohan, morì nel 1552, si autoproclamò Principe di Léon dal c. 1530
- Henri I di Rohan, figlio del precedente
- René II di Rohan, fratello del precedente
- Henri II di Rohan, figlio del precedente, visconte e successivamente duca di Rohan
- Marguerite de Rohan, figlia del precedente
- Henri de Chabot, marito della precedente
- Louis I de Rohan-Chabot, figlio del precedente
- Louis II de Rohan-Chabot, figlio del precedente
- Louis Marie Bretagne de Rohan-Chabot, figlio del precedente
- Louis Antoine de Rohan-Chabot, cugino di primo grado del precedente
- Alexandre-Louis-Auguste de Rohan-Chabot, figlio del precedente
- Louis-François-Auguste de Rohan-Chabot, figlio del precedente, divenne cardinale dopo la morte della moglie
- Fernand de Rohan-Chabot, fratello del precedente
- Charles de Rohan-Chabot, figlio del precedente
- Alain-Charles-Louis de Rohan-Chabot, figlio del precedente
- Josselin de Rohan-Chabot, figlio del precedente
- Alain-Louis-Auguste-Marie de Rohan-Chabot, figlio del precedente
- Josselin de Rohan, figlio del precedente

L'erede apparente è l'attuale figlio del duca Josselin de Rohan, Alain Louis Marc de Rohan-Chabot (nato nel 1975)